# Ulrich Seemann
Ulrich Ernst Adolf Seemann (* 27. Juni 1921 in Macuto (Venezuela); † 11. November 2009 in Rostock) war ein deutscher Sozialwissenschaftler und Hochschullehrer.

## Herkunft
Ulrich Seemann wurde als ältester Sohn des Übersee-Kaufmanns Rolf Seemann (1887–1975) und seiner Frau Helene geb. Ehlers (1890–1967) in Macuto (Venezuela) geboren. Sein Vater entstammte einer mecklenburgischen Gutspächter-Familie und ist auf den väterlichen Gütern Spendin und Breesen aufgewachsen. Der Rostocker Aktivist der christlich-sozial orientierten ländlichen Reformbewegung Hugo Seemann (1856–1932) war sein Großvater.
Nach Ulrich kam noch sein Bruder Hans-Erich (1922–1944) in Macuto (Venezuela) zur Welt. Sie kehrten mit der Familie 1924 nach Hamburg und später nach Rostock auf Dauer zurück.

## Leben
Nach dem Abitur 1939 am Realgymnasium in Rostock absolvierte er Tätigkeiten als Hochschulpraktikant im Reichsbahnausbesserungswerk (RAW) Rostock und Bremen. Anschließend leistete er seinen Kriegsdienst bis 1945 in der Luftwaffe, wurde, wie sein Bruder, als Flieger ausgebildet und später selbst als Fluglehrer von 1942 bis 1944 tätig. Sein Bruder ereilte im Juni 1944, kurz nach der Kriegsheirat der Fliegertod an der Westfront in Frankreich. Ulrich Seemann erlebte das Kriegsende in der Nähe von Innsbruck.
Nach dem Krieg und kurzer amerikanischer Kriegsgefangenschaft in Bayern, Wiedersehen mit den Eltern bei Lübeck, war er auf der Suche nach einem Neuanfang und begann eine Neulehrerausbildung in Putbus a.R. Ulrich Seemann studierte von 1946 bis 1950 Pädagogik an der Universität Greifswald unter Heinz Herz und ab 1948 seinem Ruf folgend Sozialwissenschaften an der Universität Rostock. Hier nahm er auch an den ersten Vorlesungen von Hermann Duncker teil, Dekan der Gesellschaftswissenschaftlichen Fakultät der Universität Rostock.
1947 heiratet er eine Kommilitonin, Siegrid Hass (1926–2011) in Sassnitz, aus der Ehe gingen vier Söhne hervor.
Von 1949 bis 1951 war er Studenten-Dekan, Vertreter des Rektors für Studienangelegenheiten und somit Mitglied des Senats. Aufgaben waren vor allen Dingen Zulassungen zum Studium, Vergabe von Stipendien und Betreuung der Studenten. Als Dozent an der Arbeiter-und-Bauern-Fakultät der Universität Rostock war er bereits in den Lehrbetrieb eingebunden. Anschließend wechselte er bis 1953 als Dozent zum Institut für Gesellschaftswissenschaften an die Universität Leipzig.
Ab 1953 war er Dozent am Institut für Gesellschaftswissenschaften der Universität Rostock, vornehmlich an der medizinischen Fakultät mit der Spezialisierung auf Medizingeschichte. 
1957 promoviert er mit der Arbeit Die Wahlrechtskämpfe der Hamburger Arbeiter in den Jahren 1905/06 – Ausdruck und Höhepunkt des revolutionären Aufschwungs der deutschen Arbeiterbewegung im Gefolge der ersten russischen Revolution.
Die Habilitation erfolgte 1964 ebenfalls an der Universität Rostock mit Arbeiten zur Philosophie und Studien zur Ideologiegeschichte. Von 1964 war Seemann Professor mit Lehrauftrag an der Universität Rostock und dort seit 1969 ordentlicher Professor für dialektischen und historischen Materialismus. Im Zeitraum 1956–1959 und 1964–1967 war er Direktor des Instituts für Gesellschaftswissenschaften und ab 1965 Mitglied des Senats, ab 1968 Mitglied des Wissenschaftlichen Rates. Von 1974 bis 1983 Dekan der Fakultät für Gesellschaftswissenschaften und 1983–1987 Wahlsenator. 1986 erfolgte seine Emeritierung.

## Weitere Tätigkeiten
In Rostock war Seemann als Stadtverordneter von 1965 bis 1974 als Mitglied im ständigen Ausschuss für Volksbildung und seit 1954 langjährig als Vorsitzender im Bezirksausschuss für Jugendweihe sowie als Mitglied im Kreisvorstand der URANIA tätig.

## Auszeichnungen
- 1969: Ehrennadel der Universität Rostock
- 1976: Universitätspreis
- 1977: Artur-Becker-Medaille in Gold
- 1981: Humboldt-Medaille in Gold
- 1981: Verdienstmedaille der DDR

## Schriften (Auswahl)
- Rostocker Arbeiter schlugen den Kapp-Putsch nieder (Mitautor). Rostock 1955.
- Die Wahlrechtskämpfe der Hamburger Arbeiter in den Jahren 1905/06 – Ausdruck und Höhepunkt des revolutionären Aufschwungs der deutschen Arbeiterbewegung im Gefolge der ersten russischen Revolution. Dissertation, Rostock 1957.
- Über das politische Verhalten der Ärzteschaft im Kampf des deutschen Volkes um die Lösung der nationalen Frage während der Weimarer Republik. Eine ideologiegeschichtlich-soziologische Studie. Habilitationsschrift, Rostock 1963.
- Geschichte der Universität Rostock 1419–1969, 2 Bände, Berlin/Rostock 1969, Mitglied des Bearbeiterkollektivs.
- Die Entstehung des Hygiene-Instituts an der Universität Rostock vor 100 Jahren und seine Entwicklung bis zum Ende des Faschismus. In: Beiträge zur Geschichte der Wilhelm-Pieck Universität Rostock. Heft 2, Rostock 1982.